# Phoetalia pallida
Phoetalia pallida är en kackerlacksart som först beskrevs av Brunner von Wattenwyl 1865.  Phoetalia pallida ingår i släktet Phoetalia och familjen jättekackerlackor. Inga underarter finns listade i Catalogue of Life.